# الشركة الجهوية للنقل بقابس
الشركة الجهوية للنقل بقابس شركة حكومية تونسية مكلفة بالنقل العمومي عبر الحافلات في ولايتي قابس وقبلي وبينها وولايات أخرى.